# Aeropuerto de Varsovia-Chopin
El Aeropuerto Chopin de Varsovia (en lengua polaca: Lotnisko Chopina w Warszawie (IATA: WAW, OACI: EPWA), también conocido como Aeropuerto Internacional de Varsovia, es un aeropuerto internacional localizado en el distrito de Włochy, en Varsovia, Polonia. Anteriormente conocido como Aeropuerto Internacional Okęcie, fue nombrado en homenaje al famoso compositor polaco Frédéric Chopin. Es el aeropuerto con más movimiento de Polonia, concentrando cerca del 50 % de todo el tráfico de pasajeros del país. En el aeropuerto tienen base de operaciones las aerolíneas LOT Polish Airlines (que es la aerolínea dominante en el aeropuerto), Wizz Air, Enter Air y Eurolot. Las cuatro utilizan el aeropuerto como centro de conexiones entre vuelos o Hub.
Su nombre anterior, lotnisko Okęcie (Aeropuerto de Okęcie), es de uso coloquial y es utilizado en el tráfico aéreo y en referencias aeroportuarias.
El aeropuerto de Varsovia soporta un tráfico de aproximadamente cien vuelos diarios programados, con un número creciente de destinos. Londres, Moscú, París y Ámsterdam son las conexiones internacionales con más movimiento, en cuanto Cracovia, Breslavia y Gdansk son los vuelos de cabotaje más populares.
Recientemente se han abierto al público los diques sur y central. La nueva terminal, así como el dique norte, fueron proyectados y construidos por el consorcio de empresas Ferrovial Agromán - Budimex - Estudio Lamela, siendo la segunda de ellas filial del grupo Ferrovial. Esta ampliación con un marcado carácter español marcó un antes y un después en la historia de la construcción de grandes proyectos polacos, los cuales seguían, hasta la fecha, claramente influenciados por el estilo de construcción de la época poscomunista. Cabe destacar la terminación en un tiempo récord de las instalaciones en este aeropuerto, las cuales fueron dirigidas por los ingenieros industriales Martín de Oleza Llobet, Vicente Llorca Defior y Ricardo Pinillos Villaescusa, equipo que actualmente presta sus servicios en la expansión del aeropuerto internacional de Heathrow.

## Aerolíneas y destinos

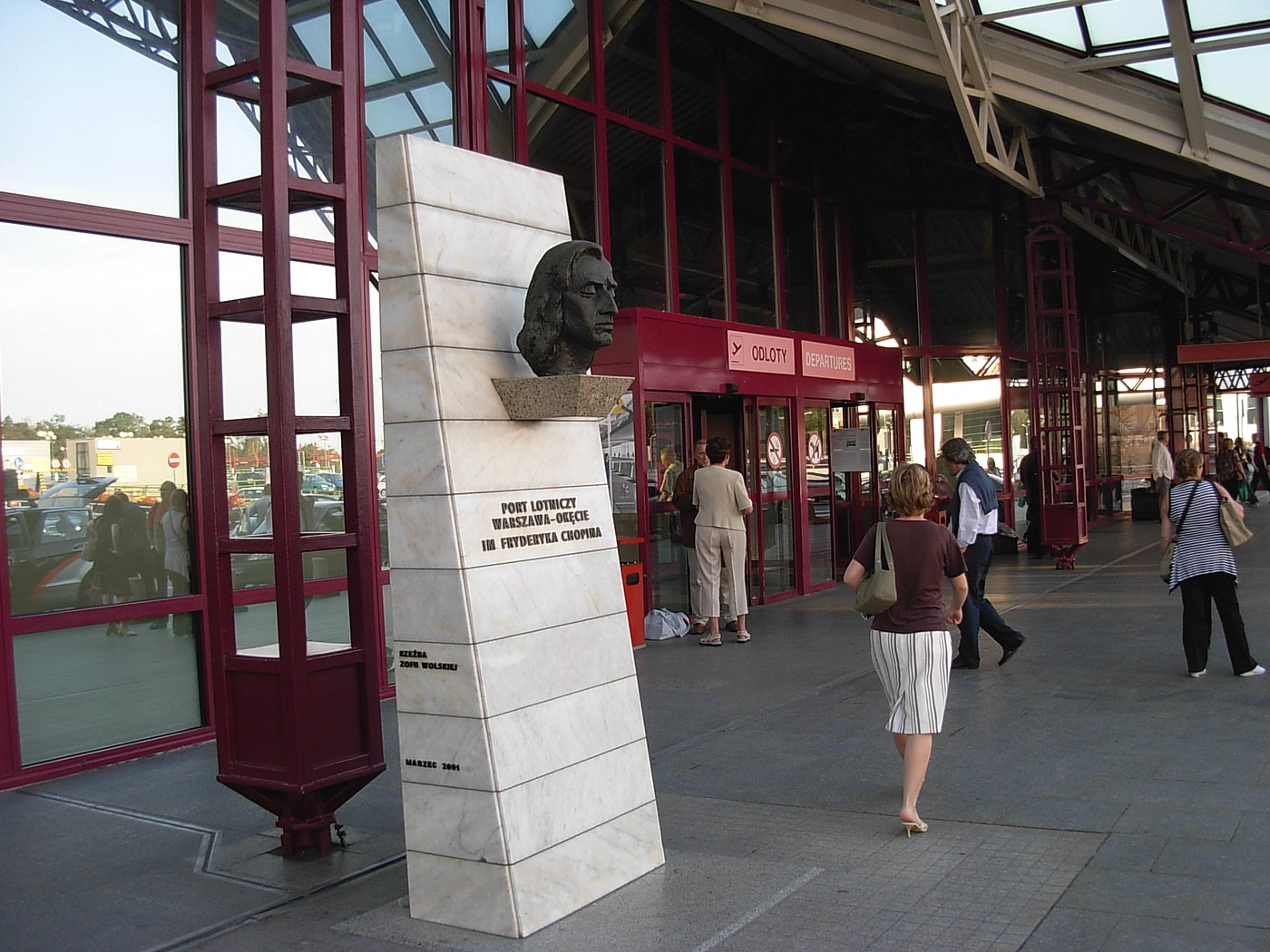
Terminal 1

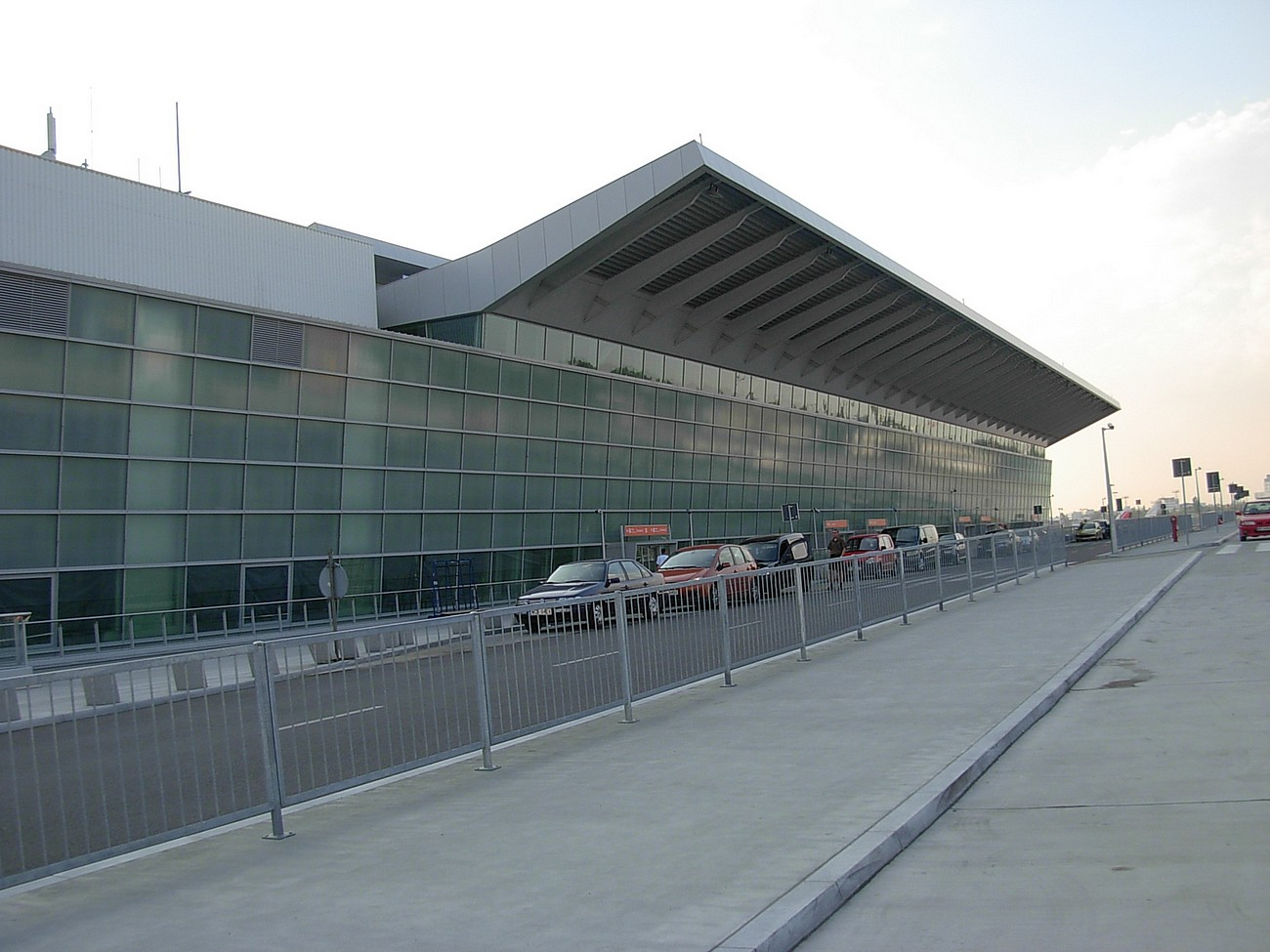
Terminal 2

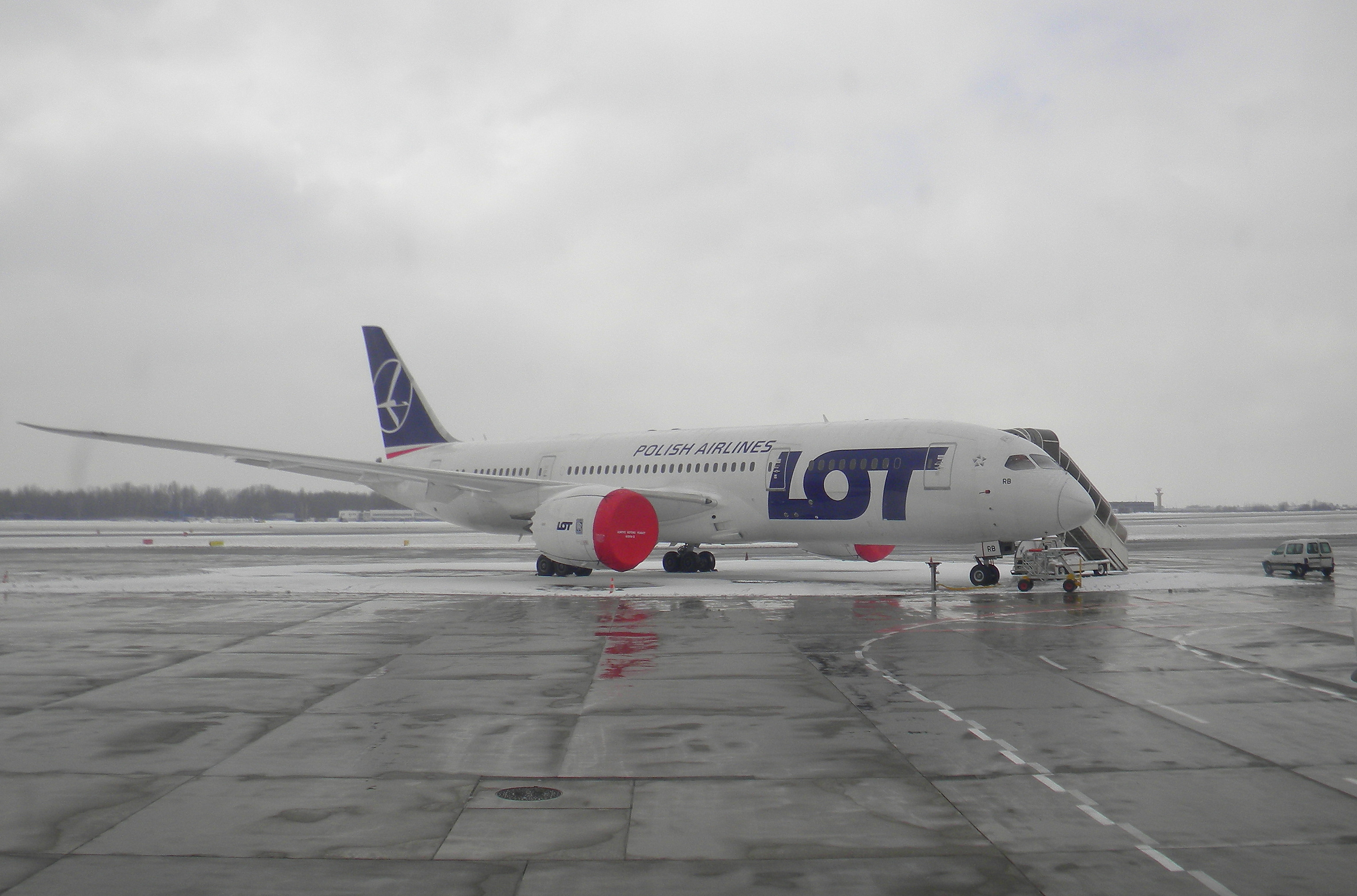
Boeing 787 de LOT Polish Airlines en el aeropuerto

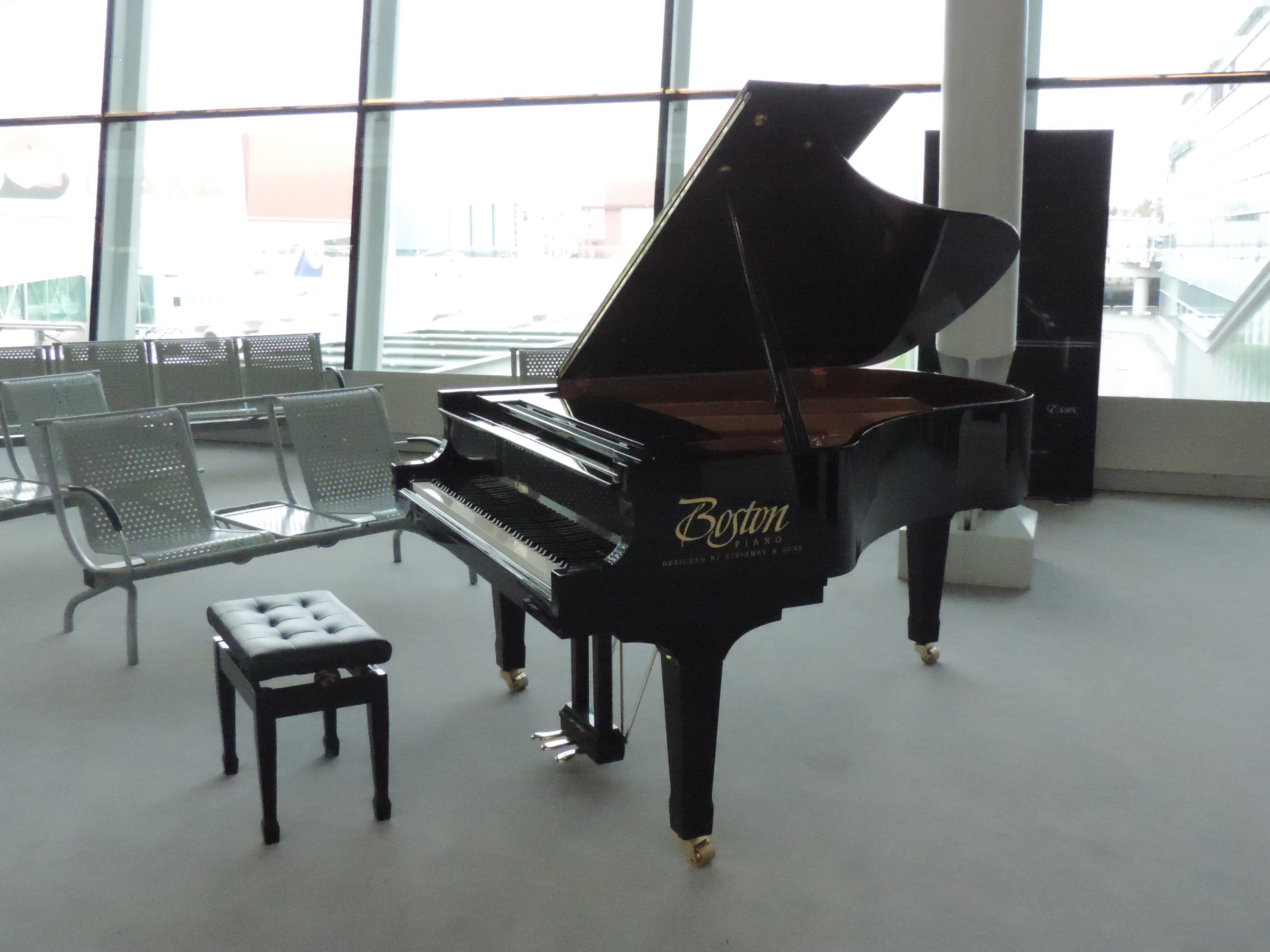
Piano libre

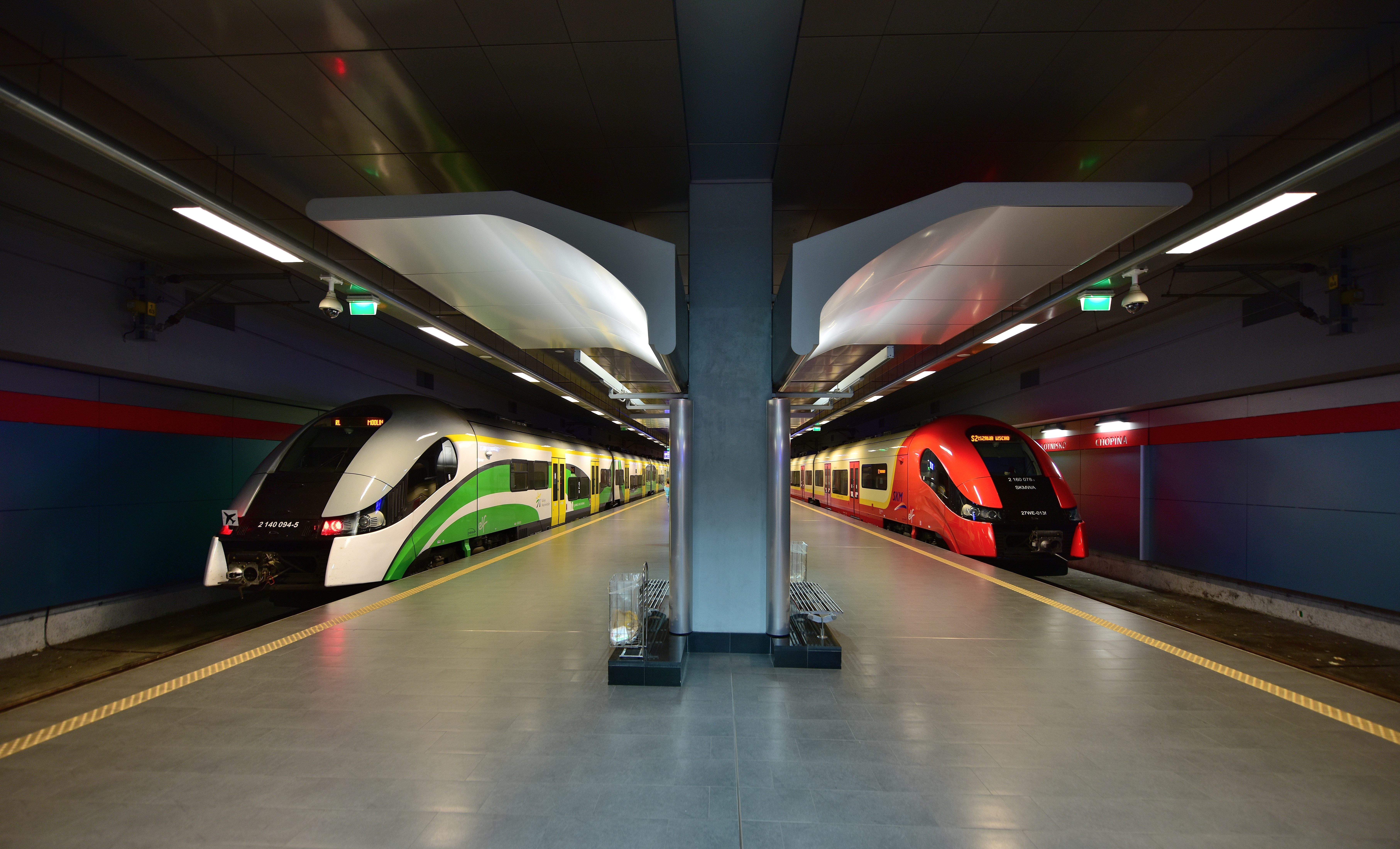
Estación del Aeropuerto de Varsovia-Chopin

### Destinos nacionales
| Ciudades                          | Aeropuerto                                    | Aerolíneas          |
| Polonia                           | Polonia                                       | Polonia             |
| --------------------------------- | --------------------------------------------- | ------------------- |
| Voivodato de Baja Silesia         |                                               |                     |
| Breslavia                         | Aeropuerto de Breslavia-Copérnico             | LOT Polish Airlines |
| Voivodato de Cuyavia y Pomerania  |                                               |                     |
| Bydgoszcz                         | Aeropuerto de Bydgoszcz-Ignacy Jan Paderewski | LOT Polish Airlines |
| Voivodato de Gran Polonia         |                                               |                     |
| Poznan                            | Aeropuerto de Poznan-Ławica (Polonia)         | LOT Polish Airlines |
| Voivodato de Lublin               |                                               |                     |
| Lublin                            | Aeropuerto de Lublin                          | LOT Polish Airlines |
| Voivodato de Lubusz               |                                               |                     |
| Zielona Góra                      | Aeropuerto de Zielona Góra                    | LOT Polish Airlines |
| Voivodato de Pequeña Polonia      |                                               |                     |
| Cracovia                          | Aeropuerto de Cracovia-Juan Pablo II          | LOT Polish Airlines |
| Voivodato de Pomerania            |                                               |                     |
| Gdansk                            | Aeropuerto de Gdańsk-Lech Wałęsa              | LOT Polish Airlines |
| Voivodato de Pomerania Occidental |                                               |                     |
| Szczecin                          | Aeropuerto de Szczecin-Goleniów "Solidarność" | LOT Polish Airlines |
| Voivodato de Silesia              |                                               |                     |
| Katowice                          | Aeropuerto Internacional de Katowice          | LOT Polish Airlines |
| Voivodato de Subcarpacia          |                                               |                     |
| Rzeszów                           | Aeropuerto de Rzeszów                         | LOT Polish Airlines |

### Destinos internacionales
| Ciudades por países  | Nombre del aeropuerto                                   | Aerolíneas |
| África               | África                                                  | África |
| -------------------- | ------------------------------------------------------- | --- |
| Cabo Verde           |                                                         | |
| Boa Vista            | Aeropuerto Internacional Aristides Pereira              | Enter Air (Chárter)                                                                                             |
| Sal                  | Aeropuerto Internacional Amílcar Cabral                 | Enter Air (Chárter)                                                                                             |
| Egipto               |                                                         | |
| El Cairo             | Aeropuerto Internacional de El Cairo                    | LOT Polish Airlines                                                                                             |
| Hurgada              | Aeropuerto Internacional de Hurghada                    | Enter Air (Chárter) / LOT Polish Airlines (Chárter Estacional) / Nesma Airlines (Chárter Estacional)            |
| Marsa Alam           | Aeropuerto Internacional de Marsa Alam                  | Enter Air (Chárter) / Smartwings (Chárter Estacional)                                                           |
| Sharm el-Sheij       | Aeropuerto Internacional de Sharm el-Sheij              | Enter Air (Chárter Estacional) / LOT Polish Airlines (Chárter Estacional) / Nesma Airlines (Chárter Estacional) |
| Gambia               |                                                         | |
| Banjul               | Aeropuerto Internacional Yundum                         | Enter Air (Chárter Estacional)                                                                                  |
| Kenia                |                                                         | |
| Mombasa              | Aeropuerto Internacional Moi                            | Enter Air (Chárter Estacional) / Smartwings (Chárter Estacional)                                                |
| Marruecos            |                                                         | |
| Agadir               | Aeropuerto de Agadir-Al Massira                         | Enter Air (Chárter Estacional)                                                                                  |
| Marrakech            | Aeropuerto de Marrakech-Menara                          | LOT Polish Airlines (Inicia 29 de octubre del 2025) / Wizz Air (Estacional)                                     |
| Uchda                | Aeropuerto de Uchda Angads                              | Enter Air (Chárter Estacional)                                                                                  |
| Túnez                |                                                         | |
| Enfidha              | Aeropuerto Internacional de Enfidha-Hammamet            | Enter Air (Chárter Estacional) / LOT Polish Airlines (Chárter Estacional)                                       |
| Tabarka              | Aeropuerto de Tabarka                                   | LOT Polish Airlines (Chárter Estacional)                                                                        |
| Yerba                | Aeropuerto Internacional de Yerba-Zarzis                | Enter Air (Chárter Estacional) / Nouvelair (Chárter Estacional) / Smartwings (Chárter Estacional)               |
| América del Norte    |                                                         | |
| Canadá               |                                                         | |
| Toronto              | Aeropuerto Internacional Toronto Pearson                | LOT Polish Airlines                                                                                             |
| Estados Unidos       |                                                         | |
| Chicago              | Aeropuerto Internacional O'Hare                         | LOT Polish Airlines                                                                                             |
| Los Ángeles          | Aeropuerto Internacional de Los Ángeles                 | LOT Polish Airlines                                                                                             |
| Miami                | Aeropuerto Internacional de Miami                       | LOT Polish Airlines                                                                                             |
| Newark               | Aeropuerto Internacional Libertad de Newark             | LOT Polish Airlines                                                                                             |
| Nueva York           | Aeropuerto Internacional John F. Kennedy                | LOT Polish Airlines                                                                                             |
| México               |                                                         | |
| Cancún               | Aeropuerto Internacional de Cancún                      | LOT Polish Airlines (Chárter Estacional)                                                                        |
| El Caribe            |                                                         | |
| República Dominicana |                                                         | |
| Puerto Plata         | Aeropuerto Internacional Gregorio Luperón               | LOT Polish Airlines (Chárter Estacional)                                                                        |
| Suramérica           |                                                         | |
| Colombia             |                                                         | |
| Cartagena de Indias  | Aeropuerto Internacional Rafael Nuñez                   | Plus Ultra Líneas Aéreas (Chárter Estacional)                                                                   |
| Venezuela            |                                                         | |
| Porlamar             | Aeropuerto Internacional del Caribe Santiago Mariño     | Plus Ultra Líneas Aéreas (Chárter Estacional)                                                                   |
| Asia                 |                                                         | |
| Arabia Saudita       |                                                         | |
| Riad                 | Aeropuerto Internacional Rey Khalid                     | LOT Polish Airlines                                                                                             |
| Armenia              |                                                         | |
| Ereván               | Aeropuerto Internacional de Zvartnots                   | LOT Polish Airlines                                                                                             |
| Azerbaiyán           |                                                         | |
| Bakú                 | Aeropuerto Internacional Heydar Aliyev                  | LOT Polish Airlines                                                                                             |
| China                |                                                         | |
| Beijing              | Aeropuerto Internacional de Pekín-Capital               | Air China / LOT Polish Airlines                                                                                 |
| Chipre               |                                                         | |
| Lárnaca              | Aeropuerto Internacional de Lárnaca                     | Smartwings (Chárter Estacional) / Wizz Air                                                                      |
| Pafos                | Aeropuerto Internacional de Pafos                       | Ryanair |
| Corea del Sur        |                                                         | |
| Seúl                 | Aeropuerto Internacional de Incheon                     | LOT Polish Airlines                                                                                             |
| EAU                  |                                                         | |
| Abu Dabi             | Aeropuerto Internacional Zayed                          | Etihad Airways (Inicia el 3 de junio de 2025)                                                                   |
| Dubái                | Aeropuerto Internacional de Dubái                       | Emirates / Flydubai / LOT Polish Airlines                                                                       |
| Ras al-Khaimah       | Aeropuerto Internacional de Ras Al Khaimah              | Enter Air (Chárter Estacional)                                                                                  |
| Sharjah              | Aeropuerto Internacional de Sharjah                     | Air Arabia |
| Georgia              |                                                         | |
| Kutaisi              | Aeropuerto de Kopitnari                                 | Smartwings (Chárter Estacional) / Wizz Air                                                                      |
| Tiflis               | Aeropuerto Internacional de Tiflis                      | LOT Polish Airlines                                                                                             |
| India                |                                                         | |
| Bombay               | Aeropuerto Internacional Chhatrapati Shivaji            | LOT Polish Airlines                                                                                             |
| Nueva Delhi          | Aeropuerto Internacional Indira Gandhi                  | LOT Polish Airlines                                                                                             |
| Israel               |                                                         | |
| Tel Aviv             | Aeropuerto Internacional Ben Gurión                     | El Al / Israir / LOT Polish Airlines / Wizz Air                                                                 |
| Japón                |                                                         | |
| Tokio                | Aeropuerto Internacional de Narita                      | LOT Polish Airlines                                                                                             |
| Kazajistán           |                                                         | |
| Astaná               | Aeropuerto Internacional Nursultán Nazarbáyev           | LOT Polish Airlines                                                                                             |
| Líbano               |                                                         | |
| Beirut               | Aeropuerto Internacional Rafic Hariri                   | LOT Polish Airlines                                                                                             |
| Omán                 |                                                         | |
| Salalah              | Aeropuerto de Salalah                                   | Enter Air (Chárter Estacional)                                                                                  |
| Catar                |                                                         | |
| Doha                 | Aeropuerto Internacional Hamad                          | Qatar Airways                                                                                                   |
| Sri Lanka            |                                                         | |
| Colombo              | Aeropuerto Internacional Bandaranaike                   | Enter Air (Chárter Estacional)                                                                                  |
| Tailandia            |                                                         | |
| Bangkok              | Aeropuerto Internacional Suvarnabhumi                   | LOT Polish Airlines (Chárter Estacional)                                                                        |
| Uzbekistán           |                                                         | |
| Taskent              | Aeropuerto Internacional de Taskent                     | LOT Polish Airlines                                                                                             |
| Vietnam              |                                                         | |
| Phú Quốc             | Aeropuerto de Phú Quốc                                  | LOT Polish Airlines (Chárter Estacional)                                                                        |
| Europa               |                                                         | |
| Albania              |                                                         | |
| Tirana               | Aeropuerto Internacional Madre Teresa                   | LOT Polish Airlines / Ryanair (Inicia el 31 de marzo de 2025) / Smartwings (Chárter Estacional) / Wizz Air      |
| Alemania             |                                                         | |
| Berlín               | Aeropuerto de Berlín-Brandeburgo Willy Brandt           | LOT Polish Airlines                                                                                             |
| Dortmund             | Aeropuerto de Dortmund                                  | Wizz Air (Reinicia el 10 de junio de 2025)                                                                      |
| Dusseldorf           | Aeropuerto de Düsseldorf                                | Eurowings / LOT Polish Airlines                                                                                 |
| Fráncfort del Meno   | Aeropuerto de Fráncfort del Meno                        | LOT Polish Airlines / Lufthansa                                                                                 |
| Hamburgo             | Aeropuerto de Hamburgo                                  | LOT Polish Airlines                                                                                             |
| Múnich               | Aeropuerto de Múnich-Franz Josef Strauss                | LOT Polish Airlines / Lufthansa                                                                                 |
| Stuttgart            | Aeropuerto de Stuttgart                                 | LOT Polish Airlines                                                                                             |
| Austria              |                                                         | |
| Viena                | Aeropuerto Internacional de Viena                       | LOT Polish Airlines / Austrian Airlines / Ryanair                                                               |
| Bélgica              |                                                         | |
| Bruselas             | Aeropuerto de Bruselas-National                         | LOT Polish Airlines / Brussels Airlines                                                                         |
| Charleroi            | Aeropuerto de Bruselas Sur                              | Ryanair / Wizz Air                                                                                              |
| Bosnia y Herzegovina |                                                         | |
| Sarajevo             | Aeropuerto Internacional de Sarajevo                    | LOT Polish Airlines                                                                                             |
| Bulgaria             |                                                         | |
| Burgas               | Aeropuerto de Burgas                                    | LOT Polish Airlines / Wizz Air                                                                                  |
| Sofía                | Aeropuerto de Sofía                                     | LOT Polish Airlines                                                                                             |
| Chipre               |                                                         | |
| Lárnaca              | Aeropuerto Internacional de Lárnaca                     | Wizz Air |
| Croacia              |                                                         | |
| Dubrovnik            | Aeropuerto de Dubrovnik                                 | LOT Polish Airlines (Estacional) / Wizz Air (Estacional)                                                        |
| Split                | Aeropuerto de Split                                     | LOT Polish Airlines (Estacional) / Wizz Air (Estacional)                                                        |
| Zagreb               | Aeropuerto de Zagreb-Franjo Tuđman                      | LOT Polish Airlines                                                                                             |
| Dinamarca            |                                                         | |
| Billund              | Aeropuerto de Billund                                   | LOT Polish Airlines                                                                                             |
| Copenhague           | Aeropuerto de Copenhague-Kastrup                        | LOT Polish Airlines / Scandinavian Airlines / Wizz Air                                                          |
| Eslovaquia           |                                                         | |
| Košice               | Aeropuerto Internacional de Košice                      | LOT Polish Airlines                                                                                             |
| Eslovenia            |                                                         | |
| Liubliana            | Aeropuerto de Liubliana                                 | LOT Polish Airlines                                                                                             |
| España               |                                                         | |
| Alicante             | Aeropuerto de Alicante-Elche                            | Ryanair / Wizz Air                                                                                              |
| Barcelona            | Aeropuerto Josep Tarradellas Barcelona-El Prat          | LOT Polish Airlines / Wizz Air                                                                                  |
| Bilbao               | Aeropuerto de Bilbao                                    | Wizz Air |
| Fuerteventura        | Aeropuerto de Fuerteventura                             | Wizz Air |
| Gerona               | Aeropuerto de Gerona                                    | Travel Service Airlines (Estacional)                                                                            |
| Madrid               | Aeropuerto Adolfo Suárez Madrid-Barajas                 | LOT Polish Airlines / Wizz Air                                                                                  |
| Málaga               | Aeropuerto de Málaga-Costa del Sol                      | LOT Polish Airlines (Inicia 15 de enero del 2026) / Wizz Air (Estacional)                                       |
| Palma de Mallorca    | Aeropuerto de Palma de Mallorca                         | Ryanair / Wizz Air (Estacional)                                                                                 |
| Sevilla              | Aeropuerto de Sevilla                                   | Wizz Air |
| Tenerife Sur         | Aeropuerto de Tenerife Sur                              | Wizz Air |
| Valencia             | Aeropuerto de Valencia                                  | Wizz Air |
| Estonia              |                                                         | |
| Tallin               | Aeropuerto de Tallin                                    | LOT Polish Airlines                                                                                             |
| Finlandia            |                                                         | |
| Helsinki             | Aeropuerto de Helsinki-Vantaa                           | Finnair |
| Francia              |                                                         | |
| Estrasburgo          | Aeropuerto de Estrasburgo                               | LOT Polish Airlines (Estacional)                                                                                |
| Grenoble             | Aeropuerto de Grenoble-Isère                            | Wizz Air (Estacional)                                                                                           |
| Niza                 | Aeropuerto Internacional de Niza-Costa Azul             | LOT Polish Airlines / Wizz Air                                                                                  |
| París                | Aeropuerto de París-Charles de Gaulle                   | LOT Polish Airlines / Air France                                                                                |
| París                | Aeropuerto de París-Orly                                | Wizz Air |
| Grecia               |                                                         | |
| Atenas               | Aeropuerto Internacional Eleftherios Venizelos          | Aegean Airlines / Sky Express                                                                                   |
| Corfú                | Aeropuerto Internacional de Corfú-Ioannis Kapodistrias  | LOT Polish Airlines (Estacional) / Travel Service Airlines (Estacional) / Wizz Air (Estacional)                 |
| Cos                  | Aeropuerto Internacional de Kos-Hipócrates              | Travel Service Airlines (Estacional)                                                                            |
| Heraclión            | Aeropuerto Internacional de Heraclión Nikos Kazantzakis | Wizz Air (Estacional)                                                                                           |
| Kavala               | Aeropuerto de Kavala                                    | Smartwings (Chárter Estacional)                                                                                 |
| La Canea             | Aeropuerto Internacional de La Canea                    | Wizz Air (Estacional)                                                                                           |
| Pafos                | Aeropuerto Internacional de Pafos                       | Ryanair |
| Rodas                | Aeropuerto Internacional de Rodas-Diágoras              | LOT Polish Airlines (Estacional) / Travel Service Airlines (Estacional) / Wizz Air (Estacional)                 |
| Salónica             | Aeropuerto Internacional Macedonia                      | LOT Polish Airlines (Reinicia el 17 de junio de 2025)                                                           |
| Santorini            | Aeropuerto Nacional de Santorini (Thira)                | Wizz Air (Estacional)                                                                                           |
| Zacinto              | Aeropuerto Internacional de Zante                       | Wizz Air (Estacional)                                                                                           |
| Hungría              |                                                         | |
| Budapest             | Aeropuerto de Budapest-Ferenc Liszt                     | LOT Polish Airlines / Wizz Air                                                                                  |
| Irlanda              |                                                         | |
| Dublín               | Aeropuerto de Dublín                                    | Aer Lingus (Estacional)                                                                                         |
| Islandia             |                                                         | |
| Reikiavik            | Aeropuerto Internacional de Keflavík                    | LOT Polish Airlines / Wizz Air / Play                                                                           |
| Italia               |                                                         | |
| Bari                 | Aeropuerto de Bari-Palese                               | Wizz Air |
| Bérgamo              | Aeropuerto de Bérgamo-Orio al Serio                     | Wizz Air |
| Bolonia              | Aeropuerto de Bolonia                                   | Wizz Air |
| Catania              | Aeropuerto de Catania-Fontanarossa                      | Travel Service Airlines (Estacional) / Wizz Air                                                                 |
| Génova               | Aeropuerto de Génova                                    | Wizz Air (Estacional)                                                                                           |
| Nápoles              | Aeropuerto de Nápoles-Capodichino                       | Wizz Air |
| Milán                | Aeropuerto de Milán-Malpensa                            | LOT Polish Airlines                                                                                             |
| Olbia                | Aeropuerto de Olbia-Costa Smeralda                      | Wizz Air |
| Pisa                 | Aeropuerto de Pisa                                      | Wizz Air |
| Roma                 | Aeropuerto de Roma-Fiumicino                            | LOT Polish Airlines / Wizz Air                                                                                  |
| Turín                | Aeropuerto de Turín-Caselle                             | Wizz Air |
| Venecia              | Aeropuerto de Venecia-Marco Polo                        | LOT Polish Airlines / Wizz Air                                                                                  |
| Verona               | Aeropuerto de Verona-Villafranca                        | Wizz Air (Estacional)                                                                                           |
| Letonia              |                                                         | |
| Riga                 | Aeropuerto Internacional de Riga                        | LOT Polish Airlines                                                                                             |
| Lituania             |                                                         | |
| Vilna                | Aeropuerto de Vilna                                     | LOT Polish Airlines                                                                                             |
| Luxemburgo           |                                                         | |
| Luxemburgo           | Aeropuerto de Luxemburgo                                | LOT Polish Airlines                                                                                             |
| Malta                |                                                         | |
| La Valeta            | Aeropuerto Internacional de Malta                       | LOT Polish Airlines / Wizz Air                                                                                  |
| Macedonia del Norte  |                                                         | |
| Skopie               | Aeropuerto de Skopie                                    | LOT Polish Airlines                                                                                             |
| Moldavia             |                                                         | |
| Chisináu             | Aeropuerto Internacional de Chisináu                    | LOT Polish Airlines                                                                                             |
| Montenegro           |                                                         | |
| Podgorica            | Aeropuerto de Podgorica                                 | LOT Polish Airlines / Wizz Air (Estacional)                                                                     |
| Tivat                | Aeropuerto de Tivat                                     | Smartwings (Chárter Estacional)                                                                                 |
| Noruega              |                                                         | |
| Oslo                 | Aeropuerto de Oslo-Gardermoen                           | LOT Polish Airlines / Norwegian Air Shuttle                                                                     |
| Sandefjord           | Aeropuerto de Sandefjord-Torp                           | Wizz Air |
| Países Bajos         |                                                         | |
| Ámsterdam            | Aeropuerto de Ámsterdam-Schiphol                        | LOT Polish Airlines / KLM                                                                                       |
| Eindhoven            | Aeropuerto de Eindhoven                                 | Wizz Air |
| Portugal             |                                                         | |
| Faro                 | Aeropuerto de Faro                                      | Travel Service Airlines (Estacional)                                                                            |
| Funchal              | Aeropuerto de Madeira                                   | Wizz Air (Estacional)                                                                                           |
| Lisboa               | Aeropuerto de Lisboa                                    | TAP Portugal / Wizz Air (Estacional)                                                                            |
| Oporto               | Aeropuerto de Oporto-Francisco Sá Carneiro              | Wizz Air (Estacional)                                                                                           |
| Reino Unido          |                                                         | |
| Birmingham           | Aeropuerto Internacional de Birmingham                  | Wizz Air |
| Leeds                | Aeropuerto Internacional de Leeds Bradford              | Wizz Air |
| Liverpool            | Aeropuerto de Liverpool-John Lennon                     | Wizz Air |
| Londres              | Aeropuerto de Londres-Heathrow                          | LOT Polish Airlines / British Airways                                                                           |
| Londres              | Aeropuerto de Londres-Luton                             | Wizz Air |
| Mánchester           | Aeropuerto de Mánchester                                | Ryanair |
| República Checa      |                                                         | |
| Ostrava              | Aeropuerto de Ostrava-Leoš Janáček                      | LOT Polish Airlines                                                                                             |
| Praga                | Aeropuerto de Praga                                     | LOT Polish Airlines                                                                                             |
| Rumania              |                                                         | |
| Bucarest             | Aeropuerto de Bucarest-Băneasa                          | Wizz Air (Inicia el 9 de junio de 2025)                                                                         |
| Bucarest             | Aeropuerto Internacional de Bucarest-Henri Coandă       | LOT Polish Airlines                                                                                             |
| Cluj-Napoca          | Aeropuerto de Cluj-Napoca                               | LOT Polish Airlines                                                                                             |
| Serbia               |                                                         | |
| Belgrado             | Aeropuerto de Belgrado-Nikola Tesla                     | LOT Polish Airlines                                                                                             |
| Suecia               |                                                         | |
| Estocolmo            | Aeropuerto de Estocolmo-Arlanda                         | LOT Polish Airlines                                                                                             |
| Estocolmo            | Aeropuerto de Estocolmo-Skavsta                         | Wizz Air |
| Gotemburgo           | Aeropuerto de Gotemburgo-Landvetter                     | LOT Polish Airlines / Wizz Air (Estacional)                                                                     |
| Suiza                |                                                         | |
| Ginebra              | Aeropuerto de Ginebra                                   | LOT Polish Airlines                                                                                             |
| Zúrich               | Aeropuerto de Zúrich                                    | LOT Polish Airlines / Swiss                                                                                     |
| Turquía              |                                                         | |
| Ankara               | Aeropuerto Internacional Esenboğa                       | Pegasus Airlines                                                                                                |
| Antalya              | Aeropuerto de Antalya                                   | Corendon Airlines (Estacional) / SunExpress (Estacional) / Turkish Airlines (Estacional)                        |
| Estambul             | Aeropuerto de Estambul                                  | LOT Polish Airlines / Travel Service Airlines / Turkish Airlines                                                |